# Finnsjön, Västerbotten
Finnsjön är en sjö i Umeå kommun i Västerbotten och ingår i Sävarån-Tavelåns kustområde.